# Nova Varoš (općina)
Općina Nova Varoš (srpski: Општина Нова Варош) je općina u Zlatiborski okrugu u zapadnoj Srbiji. Središte općine je naselje Nova Varoš.

## Stanovništvo
Prema popisu stanovništva iz 2002. godine općina je imala 19.934 stanovnika većinsko stanovništvo su Srbi s Bošnjačkom manjinom.

## Naselja u općini
Akmačići • Amzići • Bistrica • Božetići • Brdo • Bukovik • Burađa • Vilovi • Vraneša • Gornja Bela Reka • Gornje Trudovo • Debelja • Donja Bela Reka • Draglica • Draževići • Drmanovići • Jasenovo • Komarani • Kućani • Ljepojevići • Miševići • Negbina • Nova Varoš • Ojkovica • Radijevići • Radoinja • Rutoši • Seništa • Tisovica • Trudovo • Čelice • Štitkovo

## Vanjske poveznice
- Službena stranica općine